# Шини
Шини (на френски: Chiny) е град в Южна Белгия, окръг Виртон на провинция Люксембург. Населението му е около 5000 души (2006).